# Roman Ongpin
Roman Ongpin (Manilla, 28 februari 1847 - aldaar, 10 december 1912) was een Filipijns zakenman.

## Biografie
Roman Ongpin werd geboren op 28 februari 1847 in Filipijnse hoofdstad Manilla. Hij was het tweede kind van vijf kinderen van de Chinese koopman Simon Ongpin en Sinforosa Tanbensiang. Ongpin volgde enige tijd onderwijs aan het Colegio de San Juan de Letran, maar rondde deze opleiding niet af. Het fijne kneepjes van het handelen leerde hij van zijn vader. 
Op 1 maart 1882 begon Ongpin zijn winkel, onder de naam El 82. In de begintijd importeerde hij op kleine schaal verf, vernis, olie en andere benodigdheden voor kunstschilders. Later groeide zijn bedrijf uit tot een grootste importeerde van deze artikelen.
Tijdens de Filipijnse Revolutie sympathiseerde Ongpin met de opstandelingen. Hij ondersteunde hen met goederen en met geld. Nadat zijn winkel op 6 februari 1898 in brand opging, gaf hij 90% van het verzekeringsgeld aan Emilio Aguinaldo. Vanwege zijn hulp aan de revolutionaire beweging werd Ongpin op 6 december 1900 door de nieuwe koloniale machthebbers, de Amerikanen gearresteerd en gevangengezet in Fort Bonifacio. Op 23 maart 1901 kwam Ongpin weer vrij. Zijn gevangenschap maakte hem bitter tegenover de Amerikanen, waardoor hij nooit handel dreef met hen. Ook zijn kinderen werden hieraan gehouden en mochten ook niet werken voor de Amerikaanse koloniale overheid.
Zijn nieuwe winkel op Colon Street liep ondertussen goed, waardoor Ongpin een welvarend man werd. In 1911 opende hij een nieuw gebouw van 5 verdiepingen, ontworpen door Arcadio Arellano aan Juan Luna Street.
Ongpin overleed in 1912 op 65-jarige leeftijd aan de gevolgen van hartfalen. Hij was getrouwd met Pascuala Domingo, een kleindochter van de schilder Damian Domingo. Samen kregen ze 19 kinderen, van wie er acht de volwassen leeftijd bereikten. Zijn tweede vrouw was Luisa de Guzman. Met haar kreeg hij nog eens drie kinderen. Ongpin werd begraven op Manila North Cemetery. Ter ere van Ongpin werd 1in 1915 in Manilla Calle Sacrista hernoemd naar Ongpin Street. Ook werd op Plaza de Binondo een monument voor hem opgericht.